# The Doublets
The Doublets sind zwei Felsvorsprünge an der Westseite von David Island vor der Küste des ostantarktischen Königin-Marie-Lands.
Mitglieder der auf dem Shackleton-Schelfeis errichteten Westbasis bei der Australasiatischen Antarktisexpedition (1911–1914) unter der Leitung des australischen Polarforschers Douglas Mawson entdeckten und benannten sie.